# Lista de episódios de Star vs. the Forces of Evil
Aqui segue-se uma lista de episódios de Star vs. the Forces of Evil. Estreou no país original em 18 de janeiro de 2015 e terminou em 19 de maio de 2019.
Em Portugal, a série estreou em 19 de dezembro de 2015 no Disney Channel Portugal. A segunda temporada estreou em 25 de setembro de 2017. A terceira temporada estreou em 1 de maio de 2018. A quarta temporada estreou em 1 de junho de 2019.
No Brasil, a série estreou oficialmente no Disney XD em 14 de setembro de 2015 e o seu estúdio de dublagem é o TV Group Digital Brasil. A segunda temporada estreou em 5 de dezembro de 2016. A terceira temporada estreou em 21 de outubro de 2017. A quarta temporada estreou em 1 de julho de 2019.
Em 12 de fevereiro de 2015, a série foi renovada para uma segunda temporada, que estreou no dia 11 de julho de 2016.
Em 4 de março de 2016, a série foi renovada para uma terceira temporada, que estreou em 15 de julho de 2017, como um filme intitulado de "A Batalha por Mewni".
Em 28 de fevereiro de 2017, uma quarta e última temporada foi anunciada com data de estreia para 10 de março de 2019. Antes de estrear a quarta temporada, a série foi movida para o Disney Channel.

## Episódios
| Temporada | Temporada | Episódios | Segmentos | Exibição original     | Exibição original       | Exibição em Portugal   | Exibição em Portugal   | Exibição no Brasil     | Exibição no Brasil    |
| Temporada | Temporada | Episódios | Segmentos | Estreia de temporada  | Final de temporada      | Estreia de temporada   | Final de temporada     | Estreia de temporada   | Final de temporada    |
| --------- | --------- | --------- | --------- | --------------------- | ----------------------- | ---------------------- | ---------------------- | ---------------------- | --------------------- |
|           | 1         | 24        | 13        | 19 de janeiro de 2015 | 21 de setembro de 2015  | 19 de dezembro de 2015 | 30 de janeiro de 2016  | 14 de setembro de 2015 | 13 de junho de 2016   |
|           | 2         | 41        | 22        | 11 de julho de 2016   | 27 de fevereiro de 2017 | 25 de setembro de 2017 | 22 de dezembro de 2017 | 5 de dezembro de 2016  | 28 de outubro de 2017 |
|           | 3         | 38        | 21        | 15 de julho de 2017   | 7 de abril de 2018      | 1 de maio de 2018      | 23 de novembro de 2018 | 21 de outubro de 2017  | 22 de agosto de 2018  |
|           | 4         | 37        | 21        | 10 de março de 2019   | 19 de maio de 2019      | 1 de junho de 2019     | 10 de janeiro de 2020  | 1 de julho de 2019     | 24 de abril de 2020   |

### 1ª Temporada (2015)
| #  | ##  | Título | Estreia original                                                       | Estreia Portugal       | Estreia Brasil                                            |
| -- | --- | --- | ---------------------------------------------------------------------- | ---------------------- | --------------------------------------------------------- |
| 1  | 1a  | "Star Chega à Terra (PT) Star Vem para a Terra (BR)" "Star Comes to Earth"                                                                                            | 18 de janeiro de 2015 (Disney Channel) 30 de março de 2015 (Disney XD) | 19 de dezembro de 2015 | 22 de agosto de 2015 (Pré-estreia) 14 de setembro de 2015 |
| 2  | 1b  | "Festa com um Pónei (PT) Festa com um Pônei (BR)" "Party with a Pony"                                                                                                 | 18 de janeiro de 2015 (Disney Channel) 30 de março de 2015 (Disney XD) | 19 de dezembro de 2015 | 15 de setembro de 2015                                    |
| 3  | 2a  | "Menina Arranjinhos (PT) Casamenteira (BR)" "Match Maker" | 30 de março de 2015                                                    | 20 de dezembro de 2015 | 16 de setembro de 2015                                    |
| 4  | 2b  | "Apoiar a Equipa (PT) Espírito Escolar (BR)" "School Spirit" | 30 de março de 2015                                                    | 20 de dezembro de 2015 | 17 de setembro de 2015                                    |
| 5  | 3a  | "Braço Monstruoso (PT) O Braço Monstro (BR)" "Monster Arm" | 6 de abril de 2015                                                     | 26 de dezembro de 2015 | 18 de setembro de 2015                                    |
| 6  | 3b  | "O Outro Aluno de Intercâmbio (PT/BR)" "The Other Exchange Student"                                                                                                   | 6 de abril de 2015                                                     | 26 de dezembro de 2015 | 21 de setembro de 2015                                    |
| 7  | 4a  | "Anima-te Star (PT) Star Precisa Se Animar (BR)" "Cheer Up Star" | 13 de abril de 2015                                                    | 27 de dezembro de 2015 | 22 de setembro de 2015                                    |
| 8  | 4b  | "Loja Mágica (PT) Star e Marco Vão às Compras (BR)" "Quest Buy" | 13 de abril de 2015                                                    | 27 de dezembro de 2015 | 23 de setembro de 2015                                    |
| 9  | 5a  | "As Férias da Família Diaz (PT/BR)" "Diaz Family Vacation" | 20 de abril de 2015                                                    | 2 de janeiro de 2016   | 24 de setembro de 2015                                    |
| 10 | 5b  | "A Festa da Brittney (PT) Festa da Brittney (BR)" "Brittney's Party"                                                                                                  | 20 de abril de 2015                                                    | 2 de janeiro de 2016   | 25 de setembro de 2015                                    |
| 11 | 6a  | "Mewberdade (PT/BR)" "Mewberty" | 15 de junho de 2015                                                    | 3 de janeiro de 2016   | 28 de setembro de 2015                                    |
| 12 | 6b  | "Duentopia (PT) Elfotopia (BR)" "Pixtopia" | 15 de junho de 2015                                                    | 3 de janeiro de 2016   | 29 de setembro de 2015                                    |
| 13 | 7a  | "Lagostão (PT) O Garras de Lagosta (BR)" "Lobster Claws" | 22 de junho de 2015                                                    | 9 de janeiro de 2016   | 30 de setembro de 2015                                    |
| 14 | 7b  | "Feitiços do Sono (PT/BR)" "Sleep Spells" | 22 de junho de 2015                                                    | 9 de janeiro de 2016   | 1 de outubro de 2015                                      |
| 15 | 8a  | "Baile da Lua de Fogo (PT) O Baile da Lua Sangrenta (BR)" "Blood Moon Ball"                                                                                           | 20 de julho de 2015                                                    | 10 de janeiro de 2016  | 2 de outubro de 2015                                      |
| 16 | 8b  | "Bolinhos da Sorte (PT) Biscoitinhos da Sorte (BR)" "Fortune Cookies"                                                                                                 | 20 de julho de 2015                                                    | 10 de janeiro de 2016  | 5 de outubro de 2015                                      |
| 17 | 9a  | "Dia Congelado (PT/BR)" "Freeze Day" | 27 de julho de 2015                                                    | 16 de janeiro de 2016  | 22 de fevereiro de 2016                                   |
| 18 | 9b  | "Chatice Real (PT/BR)" "Royal Pain" | 27 de julho de 2015                                                    | 16 de janeiro de 2016  | 23 de fevereiro de 2016                                   |
| 19 | 10  | "Reformatório de Santa Olga Para Princesas Rebeldes (PT) O Reformatório St. Olga para Princesas Desobedientes (BR)" "St. Olga's Reform School for Wayward Princesses" | 10 de agosto de 2015                                                   | 17 de janeiro de 2016  | 13 de junho de 2016                                       |
| 20 | 11a | "Dia da Mewnidependência (PT/BR)" "Mewnipendance Day" | 17 de agosto de 2015                                                   | 23 de janeiro de 2016  | 24 de fevereiro de 2016                                   |
| 21 | 11b | "Um Incidente Banágico (PT) A Varinha Banágica (BR)" "The Banagic Incident"                                                                                           | 17 de agosto de 2015                                                   | Episódio Cancelado     | 25 de fevereiro de 2016                                   |
| 22 | 12a | "Visita de Estudo Interdimensional (PT) Excursão Escolar Interdimensional (BR)" "Interdimensional Field Trip"                                                         | 14 de setembro de 2015                                                 | 24 de janeiro de 2016  | 26 de fevereiro de 2016                                   |
| 23 | 12b | "A Barba do Marco (PT) Marco Deixa a Barba Crescer (BR)" "Marco Grows a Beard"                                                                                        | 14 de setembro de 2015                                                 | 24 de janeiro de 2016  | 13 de junho de 2016                                       |
| 24 | 13  | "Assalto ao Castelo (PT) Tempestades no Castelo (BR)" "Storm the Castle"                                                                                              | 21 de setembro de 2015                                                 | 30 de janeiro de 2016  | 13 de junho de 2016                                       |

### 2ª Temporada (2016-17)
| #   | ##  | Título                                                                                             | Estreia original        | Estreia Portugal       | Estreia Brasil         |
| --- | --- | -------------------------------------------------------------------------------------------------- | ----------------------- | ---------------------- | ---------------------- |
| 14a | 1a  | "A Minha Nova Varinha (PT) Varinha Nova (BR)" "My New Wand!"                                       | 11 de julho de 2016     | 25 de setembro de 2017 | 5 de dezembro de 2016  |
| 14b | 1b  | "Ludo Selvagem (PT) Ludo na Selva (BR)" "Ludo in the Wild"                                         | 11 de julho de 2016     | 25 de setembro de 2017 | 6 de dezembro de 2016  |
| 15a | 2a  | "O Senhor Candle Orienta (PT) Orientação Vocacional (BR)" "Mr. Candle Cares"                       | 18 de julho de 2016     | 26 de setembro de 2017 | 26 de dezembro de 2016 |
| 15b | 2b  | "Cinturão Vermelho (PT) Faixa Vermelha (BR)" "Red Belt"                                            | 18 de julho de 2016     | 26 de setembro de 2017 | 8 de dezembro de 2016  |
| 16a | 3a  | "Star Sobre Rodas (PT/BR)" "Star on Wheels"                                                        | 25 de julho de 2016     | 27 de setembro de 2017 | 9 de dezembro de 2016  |
| 16b | 3b  | "Apanha (PT) Vai Buscar (BR)" "Fetch"                                                              | 25 de julho de 2016     | 27 de setembro de 2017 | 26 de dezembro de 2016 |
| 17a | 4a  | "Star Contra Echo Creek (PT) Star vs. Echo Greek (BR)" "Star vs. Echo Creek"                       | 1 de agosto de 2016     | 28 de setembro de 2017 | 13 de dezembro de 2016 |
| 17b | 4b  | "De Varinha Para Varinha (PT/BR)" "Wand to Wand"                                                   | 1 de agosto de 2016     | 28 de setembro de 2017 | 14 de dezembro de 2016 |
| 18a | 5a  | "Star Cega (PT) Star Guerreira (BR)" "Starstruck"                                                  | 8 de agosto de 2016     | 29 de setembro de 2017 | 15 de dezembro de 2016 |
| 18b | 5b  | "Campismo em Família (PT) Viagem de Acampamento (BR)" "Camping Trip"                               | 8 de agosto de 2016     | 29 de setembro de 2017 | 16 de dezembro de 2016 |
| 19a | 6a  | "Star Ama (PT) Babá Star (BR)" "Starsitting"                                                       | 15 de agosto de 2016    | 2 de outubro de 2017   | 19 de dezembro de 2016 |
| 19b | 6b  | "À Altura (PT) De Volta ao Trabalho (BR)" "On the Job"                                             | 15 de agosto de 2016    | 2 de outubro de 2017   | 20 de dezembro de 2016 |
| 20a | 7a  | "Cachorros Goblin (PT) Cachorros Gnomos (BR)" "Goblin Dogs"                                        | 12 de setembro de 2016  | 3 de outubro de 2017   | 21 de dezembro de 2016 |
| 20b | 7b  | "Lê o Livro (PT) Como Diz o Livro (BR)" "By the Book"                                              | 12 de setembro de 2016  | 3 de outubro de 2017   | 22 de dezembro de 2016 |
| 21a | 8a  | "O Jogo das Bandeiras (PT/BR)" "Game of Flags"                                                     | 19 de setembro de 2016  | 4 de outubro de 2017   | 23 de dezembro de 2016 |
| 21b | 8b  | "Miúdas à Solta (PT) O Dia das Meninas (BR)" "Girls' Day Out"                                      | 19 de setembro de 2016  | 4 de outubro de 2017   | 7 de março de 2017     |
| 22a | 9a  | "Festa do Pijama (PT/BR)" "Sleepover"                                                              | 26 de setembro de 2016  | 5 de outubro de 2017   | 8 de março de 2017     |
| 22b | 9b  | "Cartão Presente (PT) Cartão de Presente (BR)" "Gift of the Card"                                  | 26 de setembro de 2016  | 5 de outubro de 2017   | 9 de março de 2017     |
| 23a | 10a | "Amiguinimigos (PT) Amigos Inimigos (BR)" "Friendenemies"                                          | 3 de outubro de 2016    | 6 de outubro de 2017   | 10 de março de 2017    |
| 23b | 10b | "É Mistério (PT) É Um Mistério (BR)" "Is Mystery"                                                  | 3 de outubro de 2016    | 6 de outubro de 2017   | 13 de março de 2017    |
| 24a | 11a | "Larry Lambão (PT) Larry Faminto (BR)" "Hungry Larry"                                              | 10 de outubro de 2016   | 27 de outubro de 2017  | 28 de outubro de 2017  |
| 24b | 11b | "Aranha com Cartola (PT) Aranha de Cartola (BR)" "Spider With a Top Hat"                           | 10 de outubro de 2016   | 27 de outubro de 2017  | 28 de outubro de 2017  |
| 25a | 12a | "Para Dentro da Varinha (PT) Pra Dentro da Varinha (BR)" "Into the Wand"                           | 7 de novembro de 2016   | 20 de novembro de 2017 | 14 de março de 2017    |
| 25b | 12b | "A Pizza (PT) Coisa de Pizza (BR)" "Pizza Thing"                                                   | 7 de novembro de 2016   | 20 de novembro de 2017 | 15 de março de 2017    |
| 26a | 13a | "Virar a Página (PT) Sem Mágica, Glossaryck (BR)" "Page Turner"                                    | 14 de novembro de 2016  | 20 de novembro de 2017 | 16 de março de 2017    |
| 26b | 13b | "Negato (PT) A Maldição da Vergonha (BR)" "Naysaya"                                                | 14 de novembro de 2016  | 20 de novembro de 2017 | 17 de março de 2017    |
| 27  | 14  | "Bon Bon, o Regresso do Palhaço (PT) O Encontro Furado do Marco (BR)" "Bon Bon the Birthday Clown" | 21 de novembro de 2016  | 21 de novembro de 2017 | 17 de março de 2017    |
| 28a | 15a | "Busca na Gruta (PT) Invasão à Caverna (BR)" "Raid the Cave"                                       | 6 de fevereiro de 2017  | 23 de novembro de 2017 | 26 de junho de 2017    |
| 28b | 15b | "Não Há Truque Para a Star (PT) Startruque (BR)" "Trickstar"                                       | 7 de fevereiro de 2017  | 23 de novembro de 2017 | 26 de junho de 2017    |
| 29a | 16a | "Bebé (PT) Baby (BR)" "Baby"                                                                       | 8 de fevereiro de 2017  | 24 de novembro de 2017 | 27 de junho de 2017    |
| 29b | 16b | "Correr Atrás das Tesouras (PT) Correndo com Tesoura (BR)" "Running with Scissors"                 | 9 de fevereiro de 2017  | 24 de novembro de 2017 | 27 de junho de 2017    |
| 30a | 17a | "Matemágica (PT/BR)" "Matemagic"                                                                   | 13 de fevereiro de 2017 | 18 de dezembro de 2017 | 28 de junho de 2017    |
| 30b | 17b | "O Clube das Nuvens (PT) Salvando o Salão Pulante (BR)" "The Bounce Lounge"                        | 14 de fevereiro de 2017 | 18 de dezembro de 2017 | 28 de junho de 2017    |
| 31a | 18a | "Claro Como o Cristal (PT) Claro Como Cristal (BR)" "Crystal Clear"                                | 15 de fevereiro de 2017 | 18 de dezembro de 2017 | 29 de junho de 2017    |
| 31b | 18b | "Da Maneira Mais Difícil (PT) A Maneira Difícil (BR)" "The Hard Way"                               | 16 de fevereiro de 2017 | 18 de dezembro de 2017 | 29 de junho de 2017    |
| 32a | 19a | "Hedionda (PT/BR)" "Heinous"                                                                       | 20 de fevereiro de 2017 | 19 de dezembro de 2017 | 30 de junho de 2017    |
| 32b | 19b | "Cintos em Baixo (PT) Todas as Faixas Encerradas (BR)" "All Belts are Off"                         | 21 de fevereiro de 2017 | 19 de dezembro de 2017 | 30 de junho de 2017    |
| 33a | 20a | "Danos Colaterais (PT) Dano Colateral (BR)" "Collateral Damage"                                    | 22 de fevereiro de 2017 | 20 de dezembro de 2017 | 7 de agosto de 2017    |
| 33b | 20b | "Só Amigos (PT/BR)" "Just Friends"                                                                 | 23 de fevereiro de 2017 | 20 de dezembro de 2017 | 7 de agosto de 2017    |
| 34  | 21  | "Enfrenta a Canção (PT) Encare a Música (BR)" "Face the Music"                                     | 27 de fevereiro de 2017 | 21 de dezembro de 2017 | 7 de agosto de 2017    |
| 35  | 22  | "O Fraquinho da Star (PT) O Crush da Star (BR)" "Starcrushed"                                      | 27 de fevereiro de 2017 | 22 de dezembro de 2017 | 7 de agosto de 2017    |

### 3ª Temporada (2017-18)
| #   | ##  | Título | Estreia original       | Estreia Portugal       | Estreia Brasil          |
| --- | --- | --- | ---------------------- | ---------------------- | ----------------------- |
| 36a | 1a  | "A Batalha Por Mewni: Regresso a Mewni (PT) A Batalha Por Mewni: Retorno à Mewni (BR)" "The Battle for Mewni: Return to Mewni"         | 15 de julho de 2017    | 1 de maio de 2018      | 21 de outubro de 2017   |
| 36b | 1b  | "A Batalha Por Mewni: Moon, a Impávida (PT) A Batalha Por Mewni: Lua, A Destemida (BR)" "The Battle for Mewni: Moon the Undauted"      | 15 de julho de 2017    | 1 de maio de 2018      | 21 de outubro de 2017   |
| 37a | 2a  | "A Batalha Por Mewni: Livro, Para Que Te Quero (PT) A Batalha Por Mewni: Lá Se Vai o Livro (BR)" "The Battle for Mewni: Book, Be Gone" | 15 de julho de 2017    | 1 de maio de 2018      | 21 de outubro de 2017   |
| 37b | 2b  | "A Batalha Por Mewni: Marco e o Rei (PT/BR)" "The Battle for Mewni: Marco and the King"                                                | 15 de julho de 2017    | 1 de maio de 2018      | 21 de outubro de 2017   |
| 38a | 3a  | "A Batalha Por Mewni: O Defensor do Charco (PT) A Batalha Por Mewni: Defensor da Poça (BR)" "The Battle for Mewni: Puddle Defender"    | 15 de julho de 2017    | 1 de maio de 2018      | 21 de outubro de 2017   |
| 38b | 3b  | "A Batalha Por Mewni: O Rei Ludo (PT) A Batalha Por Mewni: Rei Ludo (BR)" "The Battle for Mewni: King Ludo"                            | 15 de julho de 2017    | 1 de maio de 2018      | 21 de outubro de 2017   |
| 39  | 4   | "A Batalha Por Mewni: Toffee (PT/BR)" "The Battle for Mewni: Toffee"                                                                   | 15 de julho de 2017    | 1 de maio de 2018      | 21 de outubro de 2017   |
| 40a | 5a  | "Perfume de Casaco (PT) Odor de um Moletom (BR)" "Scent of a Hoodie"                                                                   | 6 de novembro de 2017  | 21 de maio de 2018     | 28 de janeiro de 2018   |
| 40b | 5b  | "Descansa em Pudim (PT) Descanse em Pudim (BR)" "Rest in Pudding"                                                                      | 6 de novembro de 2017  | 21 de maio de 2018     | 28 de janeiro de 2018   |
| 41a | 6a  | "Tampa na Festa (PT) Desprezada no Clube (BR)" "Club Snubbed"                                                                          | 7 de novembro de 2017  | 22 de maio de 2018     | 5 de fevereiro de 2018  |
| 41b | 6b  | "Perigo Antigo (PT) Perigo Estranho (BR)" "Stranger Danger"                                                                            | 7 de novembro de 2017  | 22 de maio de 2018     | 5 de fevereiro de 2018  |
| 42a | 7a  | "Demonicismo (PT/BR)" "Demoncism" | 8 de novembro de 2017  | 23 de maio de 2018     | 6 de fevereiro de 2018  |
| 42b | 7b  | "Adeus à Escola (PT) Largando no Segundo Ano (BR)" "Sophomore Slump"                                                                   | 8 de novembro de 2017  | 23 de maio de 2018     | 6 de fevereiro de 2018  |
| 43a | 8a  | "Filtro de Cotão (PT) Coletor de Fiapos (BR)" "Lint Catcher"                                                                           | 9 de novembro de 2017  | 24 de maio de 2018     | 7 de fevereiro de 2018  |
| 43b | 8b  | "Cavaleiros e Escudeiros (PT) Julgado pelo Escudeiro (BR)" "Trial by Squire"                                                           | 9 de novembro de 2017  | 24 de maio de 2018     | 7 de fevereiro de 2018  |
| 44a | 9a  | "Princesa Excremento (PT) Princesa Turdina (BR)" "Princess Turdina"                                                                    | 13 de novembro de 2017 | 18 de junho de 2018    | 8 de fevereiro de 2018  |
| 44b | 9b  | "Starfari (PT/BR)" "Starfari" | 13 de novembro de 2017 | 18 de junho de 2018    | 8 de fevereiro de 2018  |
| 45a | 10a | "Bons Sonhos (PT) Doces Sonhos (BR)" "Sweet Dreams"                                                                                    | 14 de novembro de 2017 | 19 de junho de 2018    | 9 de fevereiro de 2018  |
| 45b | 10b | "Praia da Lava (PT) Praia do Lago de Lava (BR)" "Lava Lake Beach"                                                                      | 14 de novembro de 2017 | 19 de junho de 2018    | 9 de fevereiro de 2018  |
| 46a | 11a | "Bicadas da Morte (PT/BR)" "Death Peck"                                                                                                | 15 de novembro de 2017 | 20 de junho de 2018    | 12 de fevereiro de 2018 |
| 46b | 11b | "Poneimónio (PT) Pandemônio (BR)" "Ponymonium"                                                                                         | 15 de novembro de 2017 | 20 de junho de 2018    | 12 de fevereiro de 2018 |
| 47a | 12a | "Vida Noturna (PT/BR)" "Night Life" | 16 de novembro de 2017 | 21 de junho de 2018    | 13 de fevereiro de 2018 |
| 47b | 12b | "Mergulho nas Profundezas (PT) Mergulho Profundo (BR)" "Deep Dive"                                                                     | 16 de novembro de 2017 | 21 de junho de 2018    | 13 de fevereiro de 2018 |
| 48  | 13  | "Festa Monstruosa (PT) Festa Monstra (BR)" "Monster Bash"                                                                              | 16 de novembro de 2017 | 5 de novembro de 2018  | 14 de fevereiro de 2018 |
| 49a | 14a | "Dia do Cepo (PT) Dia do Toco (BR)" "Stump Day"                                                                                        | 2 de dezembro de 2017  | 21 de dezembro de 2018 | 15 de fevereiro de 2018 |
| 49b | 14b | "A Festa dos Feitiços (PT) Especial de Fim de Ano (BR)" "Holiday Spellcial"                                                            | 2 de dezembro de 2017  | 21 de dezembro de 2018 | 15 de fevereiro de 2018 |
| 50a | 15a | "O Monstrengo de Boggabah (PT) A Fera do Pântano de Lamaggabah (BR)" "The Bogbeast of Boggabah"                                        | 3 de março de 2018     | 6 de novembro de 2018  | 6 de agosto de 2018     |
| 50b | 15b | "Eclipsa Total de Moon (PT) Eclipse Total da Lua (BR)" "Total Eclipsa the Moon"                                                        | 3 de março de 2018     | 6 de novembro de 2018  | 7 de agosto de 2018     |
| 51a | 16a | "Armadilha para Borboletas (PT) Armadilha Butterfly (BR)" "Butterfly Trap"                                                             | 10 de março de 2018    | 7 de novembro de 2018  | 8 de agosto de 2018     |
| 51b | 16b | "Ludo, Onde Estás Tu? (PT) Ludo, Onde Você Está? (BR)" "Ludo, Where Art Thou?"                                                         | 10 de março de 2018    | 7 de novembro de 2018  | 9 de agosto de 2018     |
| 52a | 17a | "É Outro Mistério (PT/BR)" "Is Another Mystery"                                                                                        | 17 de março de 2018    | 8 de novembro de 2018  | 10 de agosto de 2018    |
| 52b | 17b | "Marco Júnior (PT) Marco Jr. (BR)" "Marco Jr."                                                                                         | 17 de março de 2018    | 8 de novembro de 2018  | 13 de agosto de 2018    |
| 53a | 18a | "Regresso às Aulas (PT) Aprendendo a Lição (BR)" "Skooled!"                                                                            | 24 de março de 2018    | 9 de novembro de 2018  | 14 de agosto de 2018    |
| 53b | 18b | "Fotoamigos (PT) Amigos de Cabine (BR)" "Booth Buddies"                                                                                | 24 de março de 2018    | 9 de novembro de 2018  | 15 de agosto de 2018    |
| 54a | 19a | "Bam Ui Pati! (PT/BR)" "Bam Ui Pati!"                                                                                                  | 31 de março de 2018    | 12 de novembro de 2018 | 16 de agosto de 2018    |
| 54b | 19b | "Amor Difícil (PT/BR)" "Tough Love" | 31 de março de 2018    | 12 de novembro de 2018 | 17 de agosto de 2018    |
| 55  | 20  | "Dividir (PT/BR)" "Divide" | 7 de abril de 2018     | 23 de novembro de 2018 | 21 de agosto de 2018    |
| 56  | 21  | "Conquistar (PT/BR)" "Conquer" | 7 de abril de 2018     | 23 de novembro de 2018 | 22 de agosto de 2018    |

### 4ª Temporada (2019)
| #   | ##  | Título | Estreia original    | Estreia Portugal       | Estreia Brasil         |
| --- | --- | --- | ------------------- | ---------------------- | ---------------------- |
| 57  | 1   | "As Loucuras Butterfly (PT/BR)" "Butterfly Follies"                                                                                          | 10 de março de 2019 | 1 de junho de 2019     | 1 de julho de 2019     |
| 58  | 2   | "Fuga aos Tartários (PT) Fugindo do Povo Torta (BR)" "Escape from the Pie Folk"                                                              | 10 de março de 2019 | 1 de junho de 2019     | 2 de julho de 2019     |
| 59a | 3a  | "Moon Recupera a Memória (PT) A Lua Se Lembra (BR)" "Moon Remembers"                                                                         | 17 de março de 2019 | 5 de junho de 2019     | 3 de julho de 2019     |
| 59b | 3b  | "O Fato de Banho (PT) O Traje de Banho (BR)" "Swim Suit"                                                                                     | 17 de março de 2019 | 5 de junho de 2019     | 4 de julho de 2019     |
| 60a | 4a  | "Resgatograma (PT) Resgategrama (BR)" "Ransomgram"                                                                                           | 17 de março de 2019 | 6 de junho de 2019     | 5 de julho de 2019     |
| 60b | 4b  | "Festa na Casa do Lago (PT) A Febre da Casa no Lago (BR)" "Lake House Fever"                                                                 | 17 de março de 2019 | 6 de junho de 2019     | 8 de julho de 2019     |
| 61a | 5a  | "Bagas Coisa e Tal (PT) Frutinhas Blá Blá Blá (BR)" "Yada Yada Berries"                                                                      | 24 de março de 2019 | 17 de junho de 2019    | 9 de julho de 2019     |
| 61b | 5b  | "Junto ao Rio (PT) Descendo Rio Abaixo (BR)" "Down by the River"                                                                             | 24 de março de 2019 | 17 de junho de 2019    | 10 de julho de 2019    |
| 62a | 6a  | "O Programa da Pónei (PT) O Chapéu da Cabeça Pônei (BR)" "The Ponyhead Show!"                                                                | 24 de março de 2019 | 18 de junho de 2019    | 11 de julho de 2019    |
| 62b | 6b  | "Sobreviver às Mordidelas (PT) Sobrevivendo às Picadas de Aranha (BR)" "Surviving the Spiderbites"                                           | 24 de março de 2019 | 18 de junho de 2019    | 12 de julho de 2019    |
| 63a | 7a  | "Liquidação Total (PT) Saindo do Mercado (BR)" "Out of Business"                                                                             | 31 de março de 2019 | 19 de junho de 2019    | 15 de julho de 2019    |
| 63b | 7b  | "O Mundo de Kelly (PT) O Mundo da Kelly (BR)" "Kelly's World"                                                                                | 31 de março de 2019 | 19 de junho de 2019    | 16 de julho de 2019    |
| 64  | 8   | "A Maldição da Lua de Fogo (PT) A Maldição da Lua de Sangue (BR)" "Curse of the Blood Moon"                                                  | 31 de março de 2019 | 20 de junho de 2019    | 17 de julho de 2019    |
| 65a | 9a  | "A Princesa Quasar Caterpillar e o Sino Mágico (PT) A Princesa Quasar e o Sino Mágico (BR)" "Princess Quasar Caterpillar and the Magic Bell" | 7 de abril de 2019  | 2 de dezembro de 2019  | 2 de setembro de 2019  |
| 65b | 9b  | "O Fantasma do Castelo Butterfly (PT/BR)" "Ghost of Butterfly Castle"                                                                        | 7 de abril de 2019  | 2 de dezembro de 2019  | 3 de setembro de 2019  |
| 66a | 10a | "Milhobol! (PT/BR)" "Cornball!" | 7 de abril de 2019  | 3 de dezembro de 2019  | 4 de setembro de 2019  |
| 66b | 10b | "A Lição de Meteora (PT) As Lições da Meteora (BR)" "Meteora's Lesson"                                                                       | 7 de abril de 2019  | 3 de dezembro de 2019  | 5 de setembro de 2019  |
| 67a | 11a | "A Noite dos Cavaleiros (PT) O Posto do Cavaleiro (BR)" "The Knight Shift"                                                                   | 14 de abril de 2019 | 4 de dezembro de 2019  | 6 de setembro de 2019  |
| 67b | 11b | "O Rapto da Rainha (PT) Rainhaptada (BR)" "Queen-Napped"                                                                                     | 14 de abril de 2019 | 4 de dezembro de 2019  | 9 de setembro de 2019  |
| 68a | 12a | "Denunciar a Janna (PT) A Sucata da Janna (BR)" "Junkin' Janna"                                                                              | 14 de abril de 2019 | 5 de dezembro de 2019  | 10 de setembro de 2019 |
| 68b | 12b | "Um Feitiço Sem Nome (PT/BR)" "A Spell with No Name"                                                                                         | 14 de abril de 2019 | 5 de dezembro de 2019  | 11 de setembro de 2019 |
| 69a | 13a | "Um Rapaz e o Seu DC-700XE (PT) Um Garoto e a Sua MD-700XE (BR)" "A Boy and His DC-700XE"                                                    | 21 de abril de 2019 | 9 de dezembro de 2019  | 12 de setembro de 2019 |
| 69b | 13b | "O Monstro e a Rainha (PT/BR)" "The Monster and the Queen"                                                                                   | 21 de abril de 2019 | 9 de dezembro de 2019  | 13 de setembro de 2019 |
| 70  | 14  | "A Coroação (PT) Curauação (BR)" "Cornonation"                                                                                               | 21 de abril de 2019 | 10 de dezembro de 2019 | 11 de janeiro de 2020  |
| 71a | 15a | "Doop-Doop (PT/BR)" "Doop-Doop" | 28 de abril de 2019 | 11 de dezembro de 2019 | 11 de janeiro de 2020  |
| 71b | 15b | "Os Tacos da Britta (PT) Tacos da Britta (BR)" "Britta's Tacos"                                                                              | 28 de abril de 2019 | 11 de dezembro de 2019 | 11 de janeiro de 2020  |
| 72a | 16a | "Dia de Praia (PT/BR)" "Beach Day" | 28 de abril de 2019 | 12 de dezembro de 2019 | 11 de janeiro de 2020  |
| 72b | 16b | "Adeus, Bebé, Adeus (PT) Bebês Desaparecidas (BR)" "Gone Baby Gone"                                                                          | 28 de abril de 2019 | 12 de dezembro de 2019 | 11 de janeiro de 2020  |
| 73a | 17a | "Linha Jovens Infelizes (PT) Linha Direta do Adolescente Triste (BR)" "Sad Teen Hotline"                                                     | 5 de maio de 2019   | 6 de janeiro de 2020   | 13 de janeiro de 2020  |
| 73b | 17b | "Jannazices (PT) Jannanices (BR)" "Jannanigans"                                                                                              | 5 de maio de 2019   | 6 de janeiro de 2020   | 14 de janeiro de 2020  |
| 74a | 18a | "Mamã Star (PT) Mama Star (BR)" "Mama Star"                                                                                                  | 5 de maio de 2019   | 7 de janeiro de 2020   | 6 de abril de 2020     |
| 74b | 18b | "Preparar, Apontar, Fogo (PT) Preparar, Apontar, Atirar (BR)" "Ready, Aim, Fire"                                                             | 5 de maio de 2019   | 7 de janeiro de 2020   | 6 de abril de 2020     |
| 75a | 19a | "O Caminho Certo (PT) A Maneira Correta (BR)" "The Right Way"                                                                                | 12 de maio de 2019  | 8 de janeiro de 2020   | 13 de abril de 2020    |
| 75b | 19b | "Eu Estou Aqui para Ajudar (PT) Aqui para Ajudar (BR)" "Here to Help"                                                                        | 12 de maio de 2019  | 8 de janeiro de 2020   | 13 de abril de 2020    |
| 76a | 20a | "A Festa de Pizza (PT) Festa da Pizza (BR)" "Pizza Party"                                                                                    | 12 de maio de 2019  | 9 de janeiro de 2020   | 17 de abril de 2020    |
| 76b | 20b | "A Taberna no Fim do Multiverso (PT)/(BR)" "The Tavern at the End of the Multiverse"                                                         | 12 de maio de 2019  | 9 de janeiro de 2020   | 17 de abril de 2020    |
| 77  | 21  | "Separados (PT) Rachadura (BR)" "Cleaved" | 19 de maio de 2019  | 10 de janeiro de 2020  | 24 de abril de 2020    |